# Lotus 79
Lotus 79 – samochód Formuły 1, zaprojektowany w 1978 roku przez Colina Chapmana, Geoffa Aldridge'a, Martina Ogilvie i Petera Wrighta i skonstruowany przez Team Lotus. Samochód przyczynił się do zdobycia tytułu w klasyfikacji kierowców i konstruktorów w 1978 roku.

## Konstrukcja
Pod koniec lat 60. Tony Rudd z BRM jako pierwszy postanowił zastosować na modelu w skali (P142) równanie Bernoulliego. Równanie stanowi, że jeżeli ciecz przepływa przez zwężenie, jej szybkość się zwiększa, a ciśnienie maleje (efekt Venturiego). W Formule 1 "cieczą" jest powietrze, co oznacza, że odpowiednio wyprofilowany spód samochodu jest w stanie wytworzyć niskie ciśnienie, co znacznie zwiększy przyczepność pojazdu. To zjawisko jest znane jako efekt przypowierzchniowy. BRM zarzucił rozwój wokół tej koncepcji, podobnie jak March, który w 1970 roku zbudował pierwszy pełnowymiarowy samochód próbujący wykorzystać to zjawisko (701), ale między innymi poprzez nieodpowiednie (zbyt wysokie) sekcje boczne March nie zyskał oczekiwanych efektów. McLaren i Brabham eksperymentowały z zaporami powietrznymi, również bezskutecznie.
Pierwszym samochodem odpowiednio wykorzystującym efekt przypowierzchniowy był Lotus 78 z 1977 roku, znany też jako John Player Special Mk. III. Colin Chapman, Peter Wright i Tony Rudd powzięli pomysł zbudowania samochodu wykorzystującego efekt przypowierzchniowy i rozpoczęli testy modelu w tunelu aerodynamicznym. Wyniki były znakomite. Pełnowymiarowy samochód nie miał jednak takiego docisku, jak odpowiednik z tunelu.
Sekcje boczne samochodu – w kształcie odwróconych skrzydeł – generowały docisk z obu stron. Do krawędzi samochodu dodano fartuchy, co zapobiegało dostawaniu się pod spód samochodu niechcianego powietrza z zewnątrz. Lotus 78 odnosił sukcesy w roku 1977: Mario Andretti wygrał cztery razy i nie zdobył tytułu tylko z powodu wysokiej zawodności.
Gdy sezon trwał, Lotus postanowił stworzyć bardziej radykalny samochód, który wykorzystywałby efekt przypowierzchniowy jak to tylko możliwe. W ten sposób powstał Lotus 79, znany też jako John Player Special Mk. IV. W modelu tym zastosowano aluminiowe monocoque. Trzy zbiorniki paliwa zostały zastąpione przez jeden duży. Z tyłu samochodu znajdował się silnik Ford Cosworth DFV (osiągający moc około 480 KM przy 10 500 obr./min.} i skrzynia biegów Hewland. W sekcjach bocznych umieszczono chłodnice. Na przednie zawieszenie składały się podwójne wahacze oraz amortyzatory i sprężyny znajdujące się wewnątrz nadwozia, a na tylne – podwójne wahacze, amortyzatory i sprężyny znajdujące się na zewnątrz nadwozia, drążek reakcyjny i stabilizator poprzeczny. Na wszystkich czterech kołach zastosowano tarcze hamulcowe.

## 79 w wyścigach
Model 79 nie był gotowy na początek sezonu 1978, ale Lotus 78 spisywał się dobrze, a Andretti i Ronnie Peterson odnieśli po jednym zwycięstwie. Lotus 79 zadebiutował w Grand Prix Belgii, a Andretti zdobył pole position, a następnie wygrał wyścig. Amerykanin wygrał jeszcze cztery wyścigi w sezonie, a Peterson – jeden. Szwed zginął jednak na skutek komplikacji pooperacyjnych, które powstały w wyniku karambolu na pierwszym okrążeniu Grand Prix Włoch. W tym samym wyścigu Andretti zapewnił sobie tytuł. Petersona zastąpił Jean-Pierre Jarier, który w pierwszym swoim wyścigu dla Lotusa wywalczył najszybsze okrążenie, a w drugim pole position.
Sezon 1979 Lotus także zaczął modelem 79, jako że Lotus 80 nie był jeszcze gotowy. Samochody były pomalowane w klasyczną brytyjską wyścigową zieleń i loga Martini, które zastąpiły czerń i loga John Player Special. Pierwsze dwa wyścigi wygrały Ligiery JS11, ale Lotus był wówczas drugim najlepszym zespołem. W miarę upływu sezonu Lotus odnosił jednak coraz gorsze wyniki.
Specjalne spody samochodów mające na celu wytworzenie efektu przypowierzchniowego zostały zabronione po sezonie 1982.

## Wyniki w Formule 1
| Legenda oznaczeń w tabelach wyników Wyświetl szablon na nowej stronie | Legenda oznaczeń w tabelach wyników Wyświetl szablon na nowej stronie                                                                     |
| Oznaczenie                                                            | Wyjaśnienie |
| --------------------------------------------------------------------- | --- |
| Złoty                                                                 | Zwycięzca lub mistrzostwo |
| Srebrny                                                               | 2. miejsce lub wicemistrzostwo |
| Brązowy                                                               | 3. miejsce lub II wicemistrzostwo |
| Zielony                                                               | Ukończył, punktował (w klasyfikacji generalnej, gdy zdobył co najmniej jeden punkt na przestrzeni sezonu, poza trzema powyższymi opcjami) |
| Niebieski                                                             | Ukończył, nie punktował (w klasyfikacji generalnej, gdy nie zdobył co najmniej jednego punktu na przestrzeni sezonu)                      |
| Czerwony                                                              | Nie zakwalifikował się (NZ) |
| Czerwony                                                              | Nie prekwalifikował się (NPK) |
| Różowy                                                                | Nie ukończył (NU) |
| Różowy                                                                | Niesklasyfikowany (NS) (w klasyfikacji generalnej, gdy nie został sklasyfikowany w żadnym wyścigu sezonu)                                 |
| Czarny                                                                | Zdyskwalifikowany (DK) |
| Czarny                                                                | Wykluczony (WYK/EX) |
| Biały                                                                 | Nie wystartował (NW) |
| Biały                                                                 | Kontuzjowany (K/INJ) |
| Biały                                                                 | Wyścig odwołany (OD/C) |
| Bez koloru                                                            | Został wycofany (WYC/WD) |
| Bez koloru                                                            | Nie przybył (NP/DNA) |
| Bez koloru                                                            | Nie brał udziału w treningach (NT/DNP) |
| Bez koloru                                                            | Nie został zgłoszony (–) |
| Pogrubienie                                                           | Start z pole position |
| Kursywa                                                               | Najszybsze okrążenie wyścigu |
| †                                                                     | Nie ukończył, ale jego rezultat został zaliczony ze względu na przejechanie więcej niż 90% dystansu wyścigu.                              |
| *                                                                     | Sezon w trakcie |
| 1/2/3                                                                 | Punktowana pozycja w sprincie kwalifikacyjnym                                                                                             |
| Lista systemów punktacji Formuły 1                                    | |

| Rok  | Zespół                    | Silnik  | Opony | Kierowcy           | 1   | 2   | 3   | 4   | 5   | 6   | 7   | 8   | 9   | 10  | 11  | 12  | 13  | 14  | 15  | 16  | Pkt. | Msc. |
| ---- | ------------------------- | ------- | ----- | ------------------ | --- | --- | --- | --- | --- | --- | --- | --- | --- | --- | --- | --- | --- | --- | --- | --- | ---- | ---- |
| 1978 | John Player Team Lotus    | Ford V8 | G     |                    | ARG | BRA | ZAF | USW | MCO | BEL | ESP | SWE | FRA | GBR | DEU | AUT | NLD | ITA | USA | CAN | 86   | 1    |
| 1978 | John Player Team Lotus    | Ford V8 | G     | Mario Andretti     |     |     |     |     |     | 1   | 1   | NU  | 1   | NU  | 1   | NU  | 1   | 6   | NU  | 10  | 86   | 1    |
| 1978 | John Player Team Lotus    | Ford V8 | G     | Ronnie Peterson    |     |     |     |     |     | 2   | 2   | 3   | 2   | NU  | NU  | 1   | 2   | NU  |     |     | 86   | 1    |
| 1978 | John Player Team Lotus    | Ford V8 | G     | Jean-Pierre Jarier |     |     |     |     |     |     |     |     |     |     |     |     |     |     | 15  | NU  | 86   | 1    |
| 1979 | Martini Racing Team Lotus | Ford V8 | G     |                    | ARG | BRA | ZAF | USW | ESP | BEL | MCO | FRA | GBR | DEU | AUT | NLD | ITA | CAN | USA |     | 39   | 4    |
| 1979 | Martini Racing Team Lotus | Ford V8 | G     | Mario Andretti     | 5   | NU  | 4   | 4   |     | NU  |     |     | NU  | NU  | NU  | NU  | 5   | 10  | NU  |     | 39   | 4    |
| 1979 | Martini Racing Team Lotus | Ford V8 | G     | Carlos Reutemann   | 2   | 3   | 5   | NU  | 2   | 4   | 3   | 13  | 8   | NU  | NU  | NU  | 7   | NU  | NU  |     | 39   | 4    |
| 1979 | Team Rebaque              | Ford V8 | G     | Héctor Rebaque     | NU  | NZ  | NU  | NU  | NU  | NU  |     | 12  | 9   | NU  | NZ  | 7   |     |     |     |     | 39   | 4    |